# آرین ریس‌باف
آرین ریسباف (زاده ۶ مهر ۱۳۵۵) روزنامه‌نگار، گوینده خبر، دوبلور، بازیگر تئاتر سینما ایرانی است. او در فیلم‌های سینمایی مثل اینک انسان (نقش اول) و بعد از ظهر سگی (نقش کوتاه) و پوپک و مش ماشاالله (نقش کوتاه) بازی کرده‌است. ریسباف روزنامه‌نگاری، نمایشنامه نویسی، کارگردانی یازده فیلم کوتاه و سه تئاتر، و برنامه‌سازی رادیو و تلویزیون را نیز در کارنامه دارد. او در فیلم بعد از ظهر سگی به عنوان گوینده هم حضور داشت. او در سال ۲۰۰۰ به مسیحیت گروید
او در صدای آمریکا مجری خبر و نویسنده است. در سال ۲۰۱۷ تا ۲۰۲۰ هم با شبکه تلویزیونی تپش همکاری داشت.

## مصاحبه با رادیو فردا
ریسباف از دوستان امیر جوادی‌فر بود و پس از درگذشت او و در روز خاکسپاری‌اش با رادیو فردا دربارهٔ او و دلایل مرگش مصاحبه کرد

## خروج از ایران
او در سال ۱۳۸۹ از سوی مأموران وزارت اطلاعات احضار شد و دربارهٔ تبلیغ مسیحیت و همچنین مصاحبه با رادیو فردا مورد بازجویی قرار گرفت و پس از چندین جلسه بازجویی تصمیم گرفت به‌طور مخفیانه از کشور خارج شود

## گوینده خبر
او هم‌اکنون گوینده خبر در بخش فارسی صدای آمریکا است.